# Лисаковський Іван Леопольдович
Іван Леопольдович Лисаковський (нар. 23 жовтня 1921, с. Талька Пуховицький район, Мінська область, нині — Білорусь) — радянський розвідник, генерал-майор (1971), білоруський військовий і державний діяч, заступник голови КДБ БРСР (1966—1979).

## Біографія
Народився у 1921 році в с. Талька Пуховицького району Мінської області в родині залізничника.
Закінчив 10 класів школи. У 1939 році вступив до Московського інституту інженерів залізничного транспорту, проте в тому ж році був призваний в армію. В РСЧА: з 1939 р. Службу почав в Монголії, водієм. З початком німецько-радянської війни — у діючій армії. Демобілізований в 1946 році. Після демобілізації повернувся в рідне село, працював завідувачем бібліотекою.
В органах держбезпеки з травня 1947 року. Працював в підрозділах по боротьбі з бандитизмом МВС — МДБ Білоруської РСР, з 1954 р. — в 2-му (контррозвідка), потім в 1-м (розвідка) Управліннях КДБ при СМ Білоруської РСР. Виїжджав у відрядження за кордон до США, НДР, Польщі, Бельгії, Японії (1975). Обіймав посади: Начальник 1-го Управління (розвідка) КДБ при СМ Білоруської РСР.
Заступник голови КДБ при СМ Білоруської РСР (1966—1976); 1-й заступник голови КДБ при СМ Білоруської РСР (1976—1979). Начальник Вищих курсів КДБ в Мінську (1979—1988 рр.).
З 1988 року у відставці.
Звання: Генерал-майор (1971 р.);
Нагороди: ордени Червоного Прапора, Вітчизняної війни I ступеня, Червоної Зірки, нагрудний знак «Почесний співробітник держбезпеки», 22 медалі.